# Galloway Township
Galloway Township ist ein Township im Atlantic County, New Jersey, USA. Das U.S. Census Bureau ermittelte bei der Volkszählung 2020 eine Einwohnerzahl von 37.813.

## Geographie
Nach dem United States Census Bureau hat die Stadt eine Gesamtfläche von 297,3 km², wovon 234,4 km² Land und 63,0 km² (21,18 %) Wasser ist.

## Geschichte
Ein Bauwerk in Smithville, eine Unincorporated Community innerhalb des Galloway Townships, ist im National Register of Historic Places (NRHP) eingetragen (Stand 28. September 2018), die Smithville Apothecary.

## Demographie
Nach der Volkszählung von 2000 gibt es 31.209 Menschen, 10.772 Haushalte und 7.680 Familien in der Stadt. Die Bevölkerungsdichte beträgt 133,2 Einwohner pro km². 77,16 % der Bevölkerung sind Weiße, 9,80 % Afroamerikaner, 0,24 % amerikanische Ureinwohner, 8,00 % Asiaten, 0,05 % pazifische Insulaner, 2,59 % anderer Herkunft und 2,16 % Mischlinge. 6,16 % sind Latinos unterschiedlicher Abstammung.
Von den 10.772 Haushalten haben 38,4 % Kinder unter 18 Jahre. 54,5 % davon sind verheiratete, zusammenlebende Paare, 12,4 % sind alleinerziehende Mütter, 28,7 % sind keine Familien, 21,5 % bestehen aus Singlehaushalten und in 6,6 % Menschen sind älter als 65. Die Durchschnittshaushaltsgröße beträgt 2,70, die Durchschnittsfamiliengröße 3,18.
25,8 % der Bevölkerung sind unter 18 Jahre alt, 13,6 % zwischen 18 und 24, 30,9 % zwischen 25 und 44, 20,7 % zwischen 45 und 64, 9,1 % älter als 65. Das Durchschnittsalter beträgt 34 Jahre. Das Verhältnis Frauen zu Männer beträgt 100:92,4, für Menschen älter als 18 Jahre beträgt das Verhältnis 100:89,1.
Das jährliche Durchschnittseinkommen der Haushalte beträgt 51.592 USD, das Durchschnittseinkommen der Familien 57.156 USD. Männer haben ein Durchschnittseinkommen von 38.048 USD, Frauen 31.167 USD. Der Prokopfeinkommen der Stadt beträgt 21.048 USD. 6,6 % der Bevölkerung und 4,4 % der Familien leben unterhalb der Armutsgrenze, davon sind 6,8 % Kinder oder Jugendliche jünger als 18 Jahre und 11,9 % der Menschen sind älter als 65.